# هيلين موير
هيلين موير (بالإنجليزية: Helen Muir)‏ (ولدت في 20 أغسطس 1920 - توفيت في 28 نوفمبر 2005) كانت مُختصة في طب الروماتزم وهي بريطانية الجنسية. وأشتُهرت بفضل مُساهماتها المُهمة المُتعلقة بمرض الفصال العظمي.